# Djalma Campos
Djalma Braume Manuel Abel Campos (Luanda, 30 mei 1987) — voetbalnaam Djalma — is een Angolees voormalig voetballer die doorgaans speelde als rechtsbuiten. Tussen 2006 en 2023 was hij actief voor Marítimo B, Marítimo, FC Porto, Kasımpaşa, Konyaspor, Gençlerbirliği, PAOK Saloniki, Alanyaspor, Farense en Trofense. Djalma maakte in 2008 zijn debuut in het Angolees voetbalelftal en kwam uiteindelijk tot vijftig interlandoptredens.

## Clubcarrière
Djalma speelde in de jeugd van Loures, CAC Pontinha en FC Alverca en in 2006 kwam hij terecht bij Marítimo. De Angolees debuteerde voor Marítimo op 5 mei 2007, toen met 0–0 gelijkgespeeld werd tegen Académica Coimbra. Vanaf het seizoen 2008/09 werd de vleugelspeler een vaste waarde in het eerste elftal en drie seizoenen lang was hij basisspeler. In 2011 werd Djalma overgenomen door FC Porto, waarbij hij een vijfjarige verbintenis ondertekende. Bij Porto zat hij veelal op de reservebank en met veertien optredens had hij een kleine bijdrage aan het kampioenschap van de club. Na één jaar bij Porto werd Djalma voor een seizoen verhuurd aan Kasımpaşa. Na dat jaar werd hij opnieuw in Turkije gestald, nu voor twee jaar bij Konyaspor. In 2015 vertrok Djalma definitief bij FC Porto, toen hij transfervrij overstapte naar Gençlerbirliği. Na een jaar liet hij die club echter alweer achter zich en tekende hij een contract tot 2019 bij PAOK Saloniki. Een jaar voor het einde van deze verbintenis keerde Djalma terug naar Turkije, waar hij tekende bij Alanyaspor. Na het seizoen 2020/21 grotendeels te hebben doorgebracht bij Farense en daarna een tijdje zonder club gezeten te hebben, tekende Djalma in maart 2022 tot het einde van de jaargang bij Trofense. Aan het einde van het seizoen verlengde hij zijn contract met een jaar. In december 2023 besloot Djalma op zesendertigjarige leeftijd een punt te zetten achter zijn actieve loopbaan.

## Clubstatistieken
| Seizoen | Club           | Competitie    | Competitie | Competitie | Beker | Beker | Internationaal | Internationaal | Totaal | Totaal |
| Seizoen | Club           | Competitie    | Wed.       | Dlp.       | Wed.  | Dlp.  | Wed.           | Dlp.           | Wed.   | Dlp.   |
| ------- | -------------- | ------------- | ---------- | ---------- | ----- | ----- | -------------- | -------------- | ------ | ------ |
| 2006/07 | Marítimo       | Primeira Liga | 1          | 0          | 0     | 0     | —              | —              | 1      | 0      |
| 2007/08 | Marítimo       | Primeira Liga | 15         | 2          | 0     | 0     | —              | —              | 15     | 2      |
| 2008/09 | Marítimo       | Primeira Liga | 26         | 6          | 1     | 0     | 1              | 0              | 28     | 6      |
| 2009/10 | Marítimo       | Primeira Liga | 28         | 6          | 1     | 0     | —              | —              | 29     | 6      |
| 2010/11 | Marítimo       | Primeira Liga | 27         | 5          | 3     | 0     | 3              | 0              | 33     | 5      |
| 2011/12 | FC Porto       | Primeira Liga | 14         | 1          | 2     | 0     | 3              | 0              | 19     | 1      |
| 2012/13 | FC Porto       | Primeira Liga | 0          | 0          | 1     | 0     | 0              | 0              | 1      | 0      |
| 2012/13 | → Kasımpaşa    | Süper Lig     | 22         | 3          | 1     | 2     | —              | —              | 23     | 5      |
| 2013/14 | → Konyaspor    | Süper Lig     | 28         | 6          | 2     | 1     | —              | —              | 30     | 7      |
| 2014/15 | → Konyaspor    | Süper Lig     | 24         | 2          | 8     | 2     | —              | —              | 32     | 4      |
| 2015/16 | Gençlerbirliği | Süper Lig     | 27         | 7          | 1     | 0     | —              | —              | 28     | 7      |
| 2016/17 | PAOK Saloniki  | Super League  | 29         | 3          | 4     | 0     | 11             | 2              | 44     | 5      |
| 2017/18 | PAOK Saloniki  | Super League  | 24         | 6          | 5     | 1     | 4              | 0              | 33     | 7      |
| 2018/19 | Alanyaspor     | Süper Lig     | 28         | 4          | 3     | 0     | —              | —              | 31     | 4      |
| 2019/20 | Alanyaspor     | Süper Lig     | 22         | 4          | 6     | 3     | —              | —              | 28     | 7      |
| 2020/21 | Farense        | Primeira Liga | 7          | 0          | 0     | 0     | —              | —              | 7      | 0      |
| 2021/22 | Trofense       | Segunda Liga  | 4          | 0          | 0     | 0     | —              | —              | 4      | 0      |
| 2022/23 | Trofense       | Segunda Liga  | 21         | 1          | 3     | 0     | —              | —              | 24     | 1      |
| Totaal  | Totaal         | Totaal        | 337        | 56         | 41    | 9     | 22             | 2              | 400    | 67     |

## Interlandcarrière
In 2008 maakte Djalma zijn debuut in het Angolees voetbalelftal. Zijn eerste interlanddoelpunt maakte hij op 10 oktober 2009, toen met 1–2 gewonnen werd van Malta. In 2010 en 2012 werd Djalma opgeroepen voor het Afrikaans kampioenschap voetbal.

## Erelijst
| Competitie    |          |                  |          |          |
| Competitie    | Aantal   | Jaren            |          |          |
| FC Porto      | FC Porto | FC Porto         | FC Porto | FC Porto |
| ------------- | -------- | ---------------- | -------- | -------- |
| Primeira Liga | 1        | 2011/12          |          |          |
| Supertaça     | 2        | 2011/12, 2012/13 |          |          |
| PAOK Saloniki |          |                  |          |          |
| Beker         | 2        | 2016/17, 2017/18 |          |          |